# دوبال‌میوه روغنی
دوبال‌میوه روغنی (نام علمی: Dipterocarpus kerrii) نام یک گونه از سرده دوبال‌میوه‌ها است.